# General Dynamics EF-111
O General Dynamics EF-111 Raven é uma aeronave General Dynamics F-111 Aardvark modificada pela Grumman para missões de guerra eletrônica, projetada para substituir o obsoleto Douglas EB-66 Destroyer na Força Aérea dos Estados Unidos.